# Mooncake
Mooncake (англ. Місячний Пиріг) — російський інструментальний рок-колектив з Москви. Гурт грає інструментальну музику з жанровими варіаціями (на стику артрок, спейс-рок і пост-року), заснований в 2006-му році однокурсниками з МДІМВ Павлом Смирновим і Антоном Марченко.

## Історія
Група утворилася в серпні 2006 року в такому складі: Павло Смирнов (гітара), JP (гітара), Антон Марченко (бас-гітара), Леонід Курашов (ударні). Початковий матеріал групи базувалася на стику інді-року, Спейс-року і нойз-року. Восени 2006 року групу покинув JP (тим не менш, з ним все ж був записаний найперший демо-матеріал), йому на зміну прийшов Андрій Лебедєв, з яким давно були знайомі Антон і Павло. З цього моменту група почала активніше напрацьовувати матеріал, але все ж прийти до завершеної творчої парадигмі поки не вдавалося, оскільки команда перебувала в пошуках самої себе. Членам групи здавалося, що чогось не вистачає, швидше за все, вокалу. За осінь-зиму 2006 року Mooncake перепробували грати з різними вокалістами, але точок дотику так і не знайшлося ні з одним з них.
26 січня 2007 відбувся перший публічний виступ групи в московському клубі «Актовий зал», що поклало початок активної концертної діяльності. Перший сингл, що включив в себе три композиції, вийшов влітку 2007 року і отримав назву «More Oxygen, I Said ...». 7 липня 2007 група виступила в клубі Б1, спільно з ірландським пост-рок колективом God Is an Astronaut. Того ж літа група виступала з театром сучасного танцю «Цех» на фестивалі «Пікнік „Афіші“», таким чином, група вже досить серйозно заявила про себе і привернула увагу більш широкого кола слухачів.
Наприкінці 2007 року групу покинув гітарист Андрій Лебедєв, якого змінив Євген Петров, який раніше був учасником групи «Мертві Суші». Крім того, трохи пізніше група стала вже квінтетом: до колективу приєднався віолончеліст Микола Буланов. Взимку 2007 року почалася активна робота над матеріалом для першого альбому.
У травні 2008 року вийшов дебютний альбом Lagrange Points, що отримав хороші відгуки як в Росії, так і за кордоном. Влітку цього ж року група підписала контракт з невеликим американським лейблом Cavity Records [джерело не вказано 895 днів] на видання альбому Lagrange Points в цифровому форматі, а в листопаді колектив представив прем'єру музично-хореографічного вистави «Who Let the Birds out!?», Поставленого спільно з танцювальною компанією Monkey Production.
Навесні 2009 року групу покинув гітарист Євгеній Петров, але група Mooncake випустила черговий сингл Cast The Route, досить активно продовжує давати концерти і працювати над матеріалом для другого студійного альбому у вигляді квартету. На початку 2010 року виходить другий предальбомний сингл Zaris, який на даний момент безкоштовно поширюється на офіційному сайті групи. У листопаді 2011 року ж року група оговталася у великий тур по Китаю. В кінці 2011 року за власною ініціативою групу покинув барабанщик Леонід Курашов, на заміну якому прийшов Василь Яковлєв. У січні 2012 року група випустила акустичний збірка Acoustic. Вихід другого альбому запланований на осінь-зиму 2012 року.

## Дискографія

### Студійні альбоми
- Lagrange Points, 2008

### Сингли
- More Oxygen, I Said…, 2007
- Cast The Route, 2009
- Zaris, 2010
- Zaris/Cast The Route, 2011

### Демо-записи
- Demo Sessions, 2006–2007

### Збірники
- Black Moon Empire, 2011
- Baltic Remixes, 2011
- Acoustic, 2012